# Keune (Forst (Lausitz))
Keune (bis zum 30. November 1937 amtlich Koyne), niedersorbisch Chójna, ist ein Wohnplatz der Stadt Forst (Lausitz) im Landkreis Spree-Neiße in Brandenburg. Bis 1940 war Keune eine eigenständige Gemeinde. Der Ort gehört zum amtlichen Siedlungsgebiet der Sorben/Wenden.

## Lage
Keune liegt in der Niederlausitz, südlich der Forster Kernstadt und etwa einen Kilometer westlich der Grenze zu Polen. Umliegende Ortschaften sind Forst im Norden, die zur polnischen Gemeinde Brody gehörenden Ortschaften Zasieki im Nordosten und Brożek im Osten, Groß Bademeusel im Südosten, Groß Schacksdorf mit dem Gemeindeteil Waldsiedlung im Südwesten, Domsdorf im Westen sowie Mexiko im Nordwesten.
Keune liegt an der Landesstraße 49 (frühere Bundesstraße 122). zwischen Cottbus und Bademeusel. Die Bundesautobahn 15 mit der Anschlussstelle Forst ist etwa fünf Kilometer entfernt. Östlich von Keune fließt die Lausitzer Neiße entlang der polnischen Grenze.

## Geschichte
Keune wurde erstmals im Jahr 1487 mit dem Namen Koyne urkundlich erwähnt. Der Ortsname ist von dem niedersorbischen Wort „chójca“ für „Kiefer“ abgeleitet.
Bis 1815 gehörte Keune zum Gubenischen Kreis im Königreich Sachsen. Als Folge des Wiener Kongresses musste Sachsen einen Teil seines Gebietes, zu dem auch Keune gehörte, an das Königreich Preußen abtreten. Dort war das Dorf Teil des Landkreises Sorau (Lausitz) im Regierungsbezirk Frankfurt in der Provinz Brandenburg. 1818 hatte Keune 170 Einwohner, diese hatten eine Schatzung von 1.550 Gulden an die Herrschaft Forst abzugeben. Am 30. November 1937 wurde die Schreibweise des Ortsnamens im Zuge der nationalsozialistischen Ortsumbenennungen in der Lausitz von Koyne zu Keune geändert.
Der größte Teil von Keune gehörte bereits historisch zur Stadt Forst, der restliche Teil des Ortes war eine eigenständige Gemeinde. Diese wurde am 1. April 1940 zusammen mit den Gemeinden Domsdorf, Eulo und Noßdorf ebenfalls nach Forst eingemeindet. Nach dem Zweiten Weltkrieg wurde der westlich gelegene Teil des Landkreises Sorau dem Landkreis Cottbus angegliedert. Keune lag zunächst in der Sowjetischen Besatzungszone und ab Oktober 1949 in der DDR. Bei der am 25. Juli 1952 in der DDR durchgeführten Kreisreform wurde die Stadt Forst mit ihren Ortsteilen dem neu gebildeten Kreis Forst im Bezirk Cottbus zugeordnet. Nach der Wende wurde der Kreis Forst in Landkreis Forst umbenannt, zur Kreisreform im Dezember 1993 wurde der Landkreis Forst mit drei weiteren Landkreisen zum neuen Landkreis Spree-Neiße vereinigt.

## Sehenswürdigkeiten
In Keune befindet sich die unter Denkmalschutz stehende Villa Bresemann. Mit dem Bau des Gebäudes wurde 1897 nach einem Entwurf des Maurermeisters Curt Gröschke begonnen, im folgenden Jahr wurde der Bau fertig gestellt. Es handelt sich bei der Villa um einen Ziegelbau mit Fachwerkelementen und Krüppelwalmdach. Das Gebäude wird als Wohnhaus genutzt.

## Bevölkerungsentwicklung
| 1875 | 350 | 1910 | 1.289 | 1933 | 1.572 |
| 1890 | 601 | 1925 | 883   | 1939 | 1.916 |